# Funktionaloptometrie
Die Funktionaloptometrie beschäftigt sich mit „Funktionsstörungen, die bei gesunden Augen aufgrund eines falschen Sehverhaltens oder einer fehlerhaften Sehentwicklung auftreten und zu Problemen der visuellen Wahrnehmung führen können“ (Definition nach WVAO, Wissenschaftliche Vereinigung für Augenoptik und Optometrie). Die Funktionaloptometrie ist als Teildisziplin in die Fachbereiche der Augenoptik und Optometrie integriert und versteht sich selbst als Fachwissenschaft. In den USA, dem Ursprungsland der Funktionaloptometrie, wird der Begriff der Verhaltensoptometrie synonym verwendet.

## Theoretische Grundlagen
Die Qualität optischer Reizwahrnehmung und -verarbeitung (Sehen) kann nur unvollständig durch die Beurteilung einzelner Eigenschaften (zum Beispiel der Sehschärfe) erfasst werden, wobei die Leistungsfähigkeit des visuellen Systems zudem durch Umgebung, individuelle Verhaltensweisen und erlernte Reaktionsmuster beeinflusst werden kann.
Die Funktionaloptometrie geht davon aus, dass mit zunehmender Entfernung unserer Lebensweise vom natürlichen Ursprung, also von der Kontinuität unserer Entwicklungsgeschichte, unsere Wahrnehmung immer weniger in der gewohnten Weise fehlerfrei funktionieren würde. Die Entwicklung der Wahrnehmung beim Kind in einer Großstadtwohnung sei so grundlegend anders als noch vor wenigen Generationen, dass viele Entwicklungsstufen gar nicht mehr in der gewohnten Weise stattfänden.
In Einzelfällen kann das Zusammentreffen verschiedener negativer Faktoren zu Problemen der visuellen Wahrnehmung führen. Dazu gehören unter anderem Anstrengungsbeschwerden (Asthenopie), Kopfschmerz, gerötete Augen, Lese-Rechtschreib-Schwächen (auch als visuelle Komponente bei Legasthenie), Ermüdungserscheinungen am Bildschirmarbeitsplatz, u. v. m. Aus diesen Annahmen und Erkenntnissen heraus hat sich die Funktionaloptometrie (Verhaltensoptometrie) entwickelt. Sie ist in den USA Bestandteil des Universitätsstudiums zum Optometrist.

## Verfahrensweise
Die Funktionaloptometrie geht davon aus, dass visuelle Probleme nicht immer durch ein Eingreifen an einer einzigen Stelle gelöst werden können (z. B. durch die Verordnung einer Brille), sondern es müsse vielmehr das Sehverhalten insgesamt geändert werden (z. B. die Ergonomie, Beleuchtung, Arbeitsablauf etc.).
Kernstück der Funktionaloptometrie ist die Visuelle Analyse, bei der mit Hilfe der Krankengeschichte (Anamnese), zahlreicher Funktionstests (z. B. Qualität der Folgebewegungen, Blicksprünge, Konvergenznahpunkt, van-Orden-Stern etc.) und einer langen Messreihe (sog. 21-Punkte-Messung-OEP) ein umfassender Überblick über die visuelle Situation des Klienten erzielt würde. Daraus lasse sich ableiten, an welchen Stellen das visuelle System ineffektiv arbeite und ob es gegebenenfalls trainiert werden könne (Visualtraining).

## Fehlende Wirksamkeitsnachweise für viele Anwendungsbereiche
In den Jahren 2000 und 2009 untersuchten breit angelegte Übersichtsstudien, welche wissenschaftlichen Nachweise für die Wirksamkeit funktionsoptometrischer (= verhaltensbasierter) Therapiestrategien vorliegen. Die erste vom UK College of Optometrists in Auftrag gegebene Studie kommt zu dem Ergebnis, dass solche Nachweise nicht vorliegen würden, da es ein Defizit an kontrollierten klinischen Studien gab.
Nur für drei von zehn typischen Anwendungsbereichen der Funktionsoptometrie lagen 2008 Belege dafür vor, dass die behaupteten Therapieziele durch die Wirkung der Funktionsoptometrie erreicht werden. Für sieben weitere Anwendungsbereiche, u. a. Entwicklungsverzögerungen bei Kindern, Schielen und Kurzsichtigkeit gab es keine ausreichenden wissenschaftlichen Belege für eine Wirksamkeit. Aus Sicht einer evidenzbasierten Medizin seien entsprechende Therapien abzulehnen.

## Fortbildung und Zertifizierung
Die Bezeichnung "Funktionaloptometrist" ist weder durch eine staatliche Anerkennung noch durch Berufsordnungen gesetzlich geschützt, ähnlich wie beispielsweise "Augentrainer". Insofern darf sich theoretisch jeder ohne Überprüfung seines Kenntnisstandes oder seiner Vorbildung als Funktionaloptometrist bezeichnen. Ein Grund hierfür liegt auch in der Tatsache, dass es berufspolitisch derzeit keine Einigung über Ausmaß und Inhalte der Funktionaloptometrie innerhalb der Ausbildung zum Augenoptiker bzw. Optometristen gibt. Prinzipiell ist jeder, der eine Meisterprüfung als Augenoptiker abgelegt hat, in Deutschland nach Auffassung des Berufsstandes dazu berechtigt, augenoptische Leistungen durchzuführen, die der Funktionaloptometrie zugeordnet werden. Eine Fort- oder Weiterbildung in Funktionaloptometrie beziehungsweise eine Zertifizierung zum Funktionaloptometristen wird vom zentralen Bildungszentrum des Zentralverbands der Augenoptiker Deutschlands (ZVA) nicht angeboten und ist auch nicht Bestandteil des Lehrplans für Optometristen. Entsprechende Seminare werden deshalb an privaten Instituten oder Unternehmen über einen gesamten Seminarzeitraum von etwa 18–20 Tagen durchgeführt. Ein einheitliches Fortbildungskonzept gibt es bislang nicht, und es wird darauf hingewiesen, dass „die Grenze zwischen Vermittlung neutraler fachlicher Informationen und „firmenbezogener Veranstaltung“ nicht immer scharf zu ziehen ist“.
Eine Form der Weiterbildung und das Erlangen eines entsprechenden Zertifikats wird in Deutschland durch die Wissenschaftliche Vereinigung für Augenoptik und Optometrie (WVAO) geregelt, setzt eine bestandene Meisterprüfung im Augenoptikerhandwerk oder eine adäquate Ausbildung voraus und umfasst folgende Punkte:
- Teilnahme am WVAO-Grundkurs, sowie weitere Aufbauseminare bestehend aus
  - Visuelle Analyse – 21 Punkte-OEP (Optometric Extension Program)
  - Funktionaltests
  - LRS (Lese-Rechtschreib-Schwäche)
  - Myopie
  - General Skills
  - Amblyopie
- Anerkennung eines Ehrenkodex[7]
- Anerkennung der Ablaufkriterien für das Visualtraining
- Anerkennung der Prüfungsrichtlinien

Nach erfolgreichem Ablegen einer Prüfung wird das WVAO-Zertifikat "Anerkannter Fachberater für Funktionaloptometrie" erteilt. Das Zertifikat wird jährlich durch Fortbildungen erneuert. Nach einem Zeitraum von zwei Jahren ohne Fortbildung muss die Prüfung erneut abgelegt werden.

## Verbreitung in Deutschland
Die Funktionaloptometrie ist seit etwa 1992 in Deutschland Bestandteil augenoptischer Tätigkeiten. Sie wird jedoch lediglich von rund 5 % der praktizierenden Augenoptiker angeboten. Eine steigende Tendenz der letzten Jahre wird mit der zunehmenden Etablierung der Funktionaloptometrie als Geschäftszweig der Augenoptiker erklärt. Im Jahre 2008 waren etwa 115 Funktionaloptometristen mit WVAO-Zertifikat bei der WVAO gelistet. Das größte Einsatzgebiet liegt dabei nach einer Umfrage unter Augenoptikern bei der Gruppe der Kinder. Weiteres Augenmerk gilt der Betrachtung erhöhter visueller Belastungen am Arbeitsplatz, sowie einer visuellen Leistungssteigerung bei sportlichen Aktivitäten.

## Hintergrund und Stellenwert
Vorgehensweise und Schlussfolgerungen der Funktionaloptometrie werden in Deutschland sehr kritisch betrachtet. Es wird konstatiert, dass es in Deutschland bislang an einer klaren Definition und Beschreibung funktionaloptometrischer Inhalte und deren Vermittlung auf wissenschaftlicher und fachspezifischer Grundlage mangelt.
Die über die augenoptischen Aspekte hinausgehenden Themen der Funktionaloptometrie sind häufig Bestandteile der augenheilkundlichen Spezialdisziplinen der Strabologie und Neuroophthalmologie, mit denen das Leistungsspektrum und die wissenschaftlich fundierte Berufsausbildung auf gesetzlich geregelter Basis durch Orthoptistinnen und Augenärzte bereits hochwertig und kompetent abgedeckt wird. Eine diesbezügliche Versorgungslücke und ein daraus resultierender erhöhter Bedarf zeichnet sich, zumindest in Deutschland und dem deutschsprachigen Ausland, bislang nicht ab.
Seitens der Berufsverbände von Augenärzten und Orthoptistinnen (Berufsverband der Augenärzte Deutschlands und Berufsverband der Orthoptistinnen Deutschlands) wird die Vermutung geäußert, dass das Leistungsspektrum von Augenoptikern auf Grund steigenden Wettbewerbsdrucks um medizinisch-therapeutische Aktivitäten erweitert werden soll. Zudem wird ein der Fortbildungsinhalte und -dauer entsprechend niedriges Qualitätsniveau erwartet, welches sich nachteilig auf die Gesundheitsversorgung auswirken könnte. Dem Risiko, dabei gegen das Heilpraktikergesetz zu verstoßen, würde damit begegnet, dass man "Krankheiten" als "Fehlfunktionen" bezeichnet und "Therapien" durch "Training" ersetzt, um so dem Funktionaloptometristen einen Zugang zu therapeutischem Handeln zu ermöglichen.
Die Funktionaloptometrie kommt nach eigener Aussage nur bei "gesunden" Augen zur Anwendung. In Deutschland ist es nach den Berufsordnungen ausschließlich Ärzten vorbehalten zu beurteilen, ob Organsysteme bei geschilderten Beschwerden gesund sind oder nicht.
Seitens der Funktionaloptometristen ist bisher kein einheitlicher und verbindlicher Prozess über den ärztlichen Nachweis eines intakten Gesundheitszustand ihrer Klienten etabliert, der ihnen ggf. versichern könnte, dass ihre Aktivitäten an gesunden Augen mit gesundem Binokularsehen durchgeführt würden.
Darüber hinaus ist der Vorwurf grundsätzlich ungeklärt, nach dem Funktionaloptometristen angeblich diagnostische und medizinisch-therapeutische Behandlungsangebote machen, die Medizinern vorbehalten und ihnen selbst durch das Heilpraktikergesetz als erlaubnispflichtige Ausübung der Heilkunde untersagt sind.
Auch innerhalb der Berufsgruppe der Augenoptiker selbst wird das Thema "Funktionaloptometrie" kontrovers diskutiert. So sehen Berufsvertreter bestimmte Teilaspekte der Funktionaloptometrie als eine Pseudowissenschaft mit esoterischen Behandlungsmethoden. Sie fürchten dabei auch um das positive Erscheinungsbild der Augenoptik in der Öffentlichkeit. Zudem werden Auseinandersetzungen mit den Berufsgruppen der Augenärzte und Orthoptistinnen erwartet, weil Tätigkeiten der Funktionaloptometrie die diagnostischen und therapeutischen Grenzen zur Augenheilkunde bereits deutlich überschreiten würden. Weiterhin vermutet man mangelnde Kompetenz und Qualifikation hinsichtlich der notwendigen wissenschaftlichen und medizinischen Grundlagen und Kenntnisse.
Positiv bewertet werden von den befragten Augenoptikern eine optimale Versorgung der Klienten und das Helfen bei Sehbeschwerden. Zudem spielt auch die Sicherung des Berufsstands durch Stärkung der Fachkompetenz und Qualifikation sowie eine Abgrenzung zum Augenarzt eine Rolle bei der positiven Betrachtung der Funktionaloptometrie. Darüber hinaus wird die Weiterentwicklung weg vom reinen Handwerk und hin zu einer Erweiterung des eigenen Horizonts mit einer Abgrenzung zu den Standard-Augenoptikern als positiv betrachtet.
Eine direkte Übertragung des US-amerikanischen Konzepts auf deutsche Verhältnisse ist aus vielerlei Gründen nicht möglich. Neben den teils grundlegend unterschiedlichen Tätigkeitsschwerpunkten von deutschen und US-amerikanischen Optometristen differieren auch die zugrundeliegenden Ausbildungsinhalte, Berufsordnungen und Rechtsgrundlagen deutlich voneinander. Es ist bislang nicht geklärt, ob eine solche Entwicklung in Deutschland durch die bestehende Rechtslage und Berufsordnungen getragen wird.